# Giubileo di platino
Il giubileo di platino è una celebrazione tenuta in occasione della ricorrenza di un anniversario. Tra le monarchie, a partire dal regno della Regina Vittoria, si fa riferimento a un 70º anniversario del cosiddetto Accession Day (letteralmente "giorno dell'adesione", cioè il giorno della morte del predecessore del Sovrano interessato).
Bhumibol Adulyadej, sovrano della Thailandia, celebrò il proprio giubileo di platino nel 2016; morì poco dopo l'inizio delle celebrazioni ufficiali per questa ricorrenza speciale.
Elisabetta II del Regno Unito e gli altri regni del Commonwealth ha celebrato il proprio Giubileo di platino il 6 febbraio 2022; è stato festeggiato anche con un lungo fine settimana festivo della durata di quattro giorni per il giugno del 2022 (che ha raddoppiato per quella estate il Bank Holiday ).
Nella comunità civile, con l'espressione giubileo di diamante, ci si riferisce al 75º anniversario, ma tra le monarchie questa espressione viene utilizzata per un 60º anniversario. Un anniversario di 100 anni è invece indicato generalmente come centenario.

## Giubileo di platino nella storia
| Monarca                                 | Ascesa al trono  | Commemorazione |
| --------------------------------------- | ---------------- | -------------- |
| Luigi XIV di Francia                    | 14 maggio 1643   | 1713           |
| Giovanni II, principe del Liechtenstein | 12 novembre 1858 | 1928           |
| Re Bhumibol di Thailandia               | 9 giugno 1946    | 2016           |
| Elisabetta II del Regno Unito           | 6 febbraio 1952  | 2022           |